# 마리오 와이넌스
마리오 와이넌스 (Mario Winans, 본명: Mario Brown, 1974년 8월 27일 ~ )는 미국의 싱어송라이터이다. 대표곡으로 2004년 디디와 엔야와 같이 작업해 빌보드 핫 100 차트에서 2위를 차지한 I Don't Wanna Know등이 있다.